# Henryk Ostach

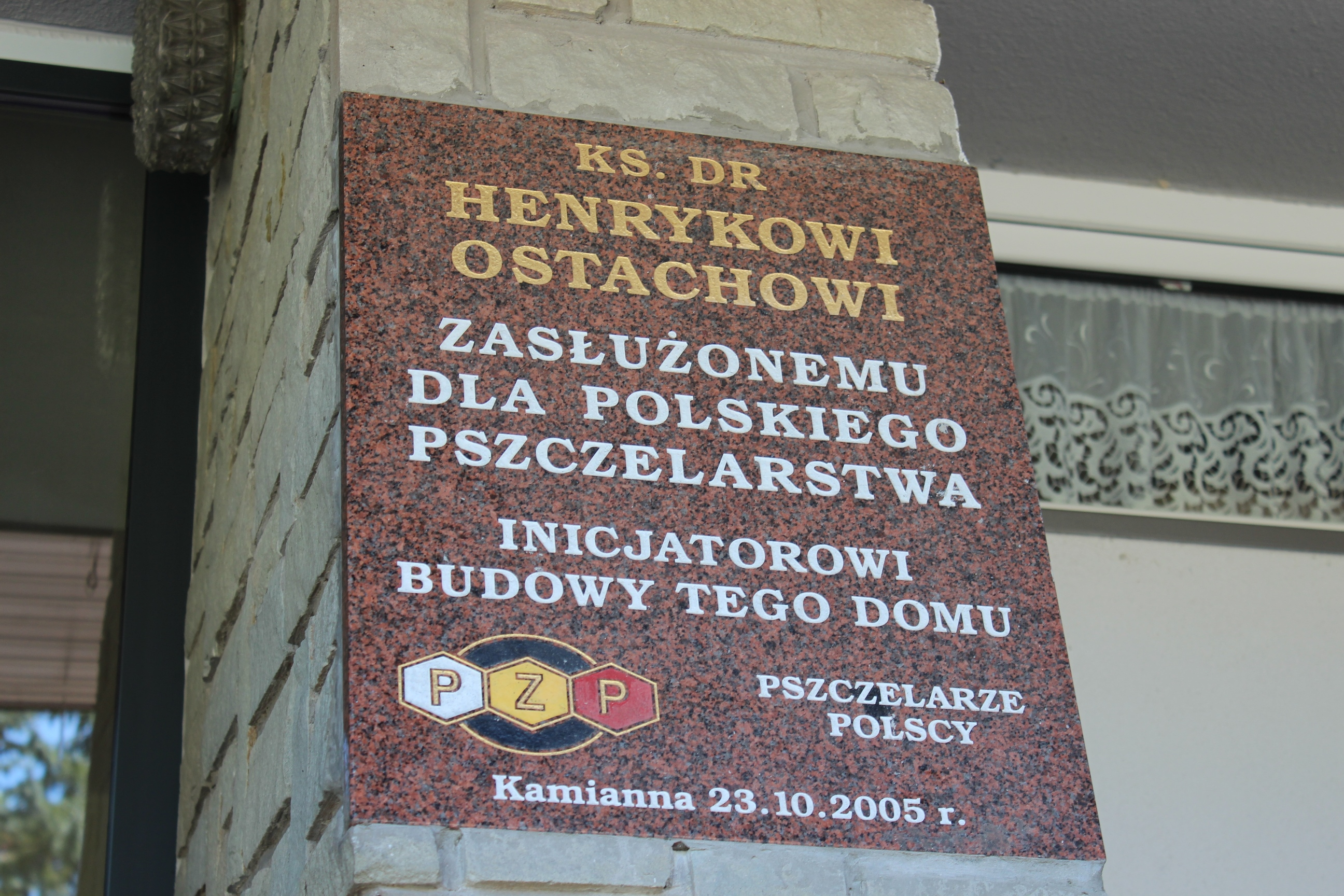
Tablica pamiątkowa poświęcona Henrykowi Ostachowi na Domu Pszczelarza w Kamiannej

Henryk Antoni Ostach (ur. 9 grudnia 1924 w Poznaniu, zm. 1 maja 2011 w Gorlicach) – polski duchowny rzymskokatolicki, doktor teologii, pszczelarz, prezes, a następnie prezes honorowy Polskiego Związku Pszczelarskiego, honorowy prezydent Federacji Europejskich Związków Pszczelarskich Apislawia, autor publikacji z zakresu pszczelarstwa, a także zbioru kazań rekolekcyjnych dla mężczyzn.

## Życiorys
Był synem Antoniego i Kazimiery z domu Donaj. Jego ojciec był uczestnikiem powstania wielkopolskiego i oficerem Wojska Polskiego, a matka uczestniczyła aktywnie w strajku szkolnym we Wrześni w 1906 r., przeciw nauce religii w języku niemieckim. Już w wieku 2 lat był sierotą, 7 marca 1925, zmarł jego ojciec, a 19 stycznia 1927 jego matka.
Uczył się w szkole podstawowej w Pisarzowicach koło Kępna, a od IV klasy w Jarocinie. W czasie II wojny światowej, w dniu 19 czerwca 1940, został wywieziony na roboty przymusowe do „kolonii” niemieckiej w Ratenau. Po zakończeniu wojny ukończył gimnazjum w Gostyniu i tam też wstąpił do Kongregacji Świętego Filipa Neri.
Był seminarzystą Seminarium Duchownego w Tarnowie, święcenia kapłańskie otrzymał 16 grudnia 1951 roku. Następnie studiował teologię na Katolickim Uniwersytecie Lubelskim, uzyskując tytuł magistra. W czerwcu 1985 r. otrzymał tytuł doktora broniąc pracę na Papieskiej Akademii Teologicznej w Krakowie.
Był duszpasterzem w Studziennej w powiecie Opoczno do 1957 roku, następnie w Bereście koło Krynicy i w Kamiannej z którą związany był przez wiele lat. W Kamiannej doprowadził do powstania drogi łączącej wieś z głównymi traktami, a także do zainstalowania agregatu prądotwórczego, powstania wodociągu. W 1962 roku założył Ochotniczą Straż Pożarną w Kamiannej i zainicjował budowę Domu Strażaka, a także powstanie strażackiej orkiestry dętej. W późniejszych latach doprowadził także do powstania Domu św. Filipa i Dom bł. Honorata.
Pod koniec życia mieszkał w Domu Pomocy Społecznej w Gorlicach.

## Pszczelarstwo
Od dzieciństwa był związany w pszczelarstwem. W 1958 uzyskał tytuł mistrza pszczelarskiego u dra Antoniego Chwiałkowskiego. W czasie pobytu w Bereście stworzył tam 100-pniową pasiekę, którą następnie przeniósł do Kamiannej. W 1972 roku zorganizował w Kamiannej pierwszy Sądecki Dzień Pszczelarza, podczas którego zrodziła się inicjatywa budowy Domu Pszczelarza powstałego w latach 1978–1983.
W listopadzie 1981 r. został powołany na funkcję prezesa Polskiego Związku Pszczelarskiego (PZP) i funkcję tę sprawował przez kolejne trzy kadencje.
W trakcie jego kadencji jako prezesa PZP doprowadził między innymi do:
- Międzynarodowego Sympozjum Apiterapii w Krakowie – maj 1985
- XXXI Światowego Kongresu Apimondia w Warszawie – 1987, którego był Prezydentem.
- zainicjowania corocznych Ogólnopolskich Dni Pszczelarza i pielgrzymek na Jasną Górę z okazji wspomnienia św. Ambrożego – patrona pszczelarzy.
- reaktywowania Wszechsłowiańskiego Związku Pszczelarzy "Apislavia" w Bratysławie (kraje słowiańskie i naddunajskie), którego został prezydentem, a następnie zorganizował spotkanie jego delegatów w Domu Pszczelarza w Kamiannej.

Na jego cześć Pasieka „Barć” w Kamiannej została nazwana jego imieniem.

## Odznaczenia
- Krzyż Kawalerski Orderu Odrodzenia Polski
- Złoty Krzyż Zasługi
- Złoty Medal Słowackiego Związku Pszczelarzy
- Złoty Metal Rumuńskiego Związku Pszczelarzy
- Złoty Medal Ks. dra Jana Dzierżona
- Statuetka Ks. dra Jana Dzierżona
- Order Bolesława Chomicza